# Lycosa moulmeinensis
Lycosa moulmeinensis este o specie de păianjeni din genul Lycosa, familia Lycosidae, descrisă de Gravely în anul 1924.
Este endemică în Myanmar. Conform Catalogue of Life specia Lycosa moulmeinensis nu are subspecii cunoscute.